# Toledo (Bolivia)
Toledo è un comune (municipio in spagnolo) della Bolivia nella provincia di Saucarí (dipartimento di Oruro) con 10.524 abitanti (dato 2010).

## Cantoni
Il comune è suddiviso in 11 cantoni.
- Catuyo
- Challa Cruz
- Challavito
- Chocorasi
- Chuquina
- Collpahuma
- Culluri
- Kari Kari
- Saucarí
- Toledo
- Untavi